# Unió pel Canvi
La Unió pel Canvi (portuguès: União para a Mudança, UM) és una aliança política de Guinea Bissau.

## Història
La UM es va establir el 1994 com una aliança de sis partits: el  Front Democràtic (FD), el Partit Democràtic del Progrés (PDP), el Front Democràtic Social (FDS), el Lliga Guineana per la Protecció Ecològica (LIPE), el Partit per la Renovació i el Desenvolupament (PRD) i el Moviment d'Unitat per la Democràcia (MUD). Era dirigit per Amin Michel Saad, líder del PDP. A les eleccions generals de 1994 la coalició va presentar al líder del LIPE Bubacar Rachid Djaló com el seu candidat presidencial. Djaló va acabar en sisè lloc amb un 3% dels vots, però en les eleccions parlamentàries l'aliança va rebre el 13% dels vots i va obtenir sis escons a l'Assemblea Nacional Popular.
Arran de la guerra civil de 1998 i 1999, el FD va abandonar la coalició per unir-se a l'Aliança Democràtica. El FDS també va deixar la coalició per presentar-se en solitari a les eleccions generals de 1999–2000. Les eleccions van veure l'aliança nominar Djaló com a candidat a la presidència per segona vegada. Va tornar a rebre només el 3% dels vots, i el partit també va perdre tres dels seus escons a l'Assemblea Nacional Popular. El 2002 la LIPE va deixar la coalició per unir-se a la Unió Electoral.
A les eleccions parlamentàries de 2004 el partit va perdre els seus tres darrers escons, i no proposaria candidat a les eleccions presidencials de 2005. Abans de les eleccions parlamentàries de 2008 va formar part de la coalició més àmplia Aliança de Forces Patriòtiques, que no obtenir cap escó a l'Assemblea. Per llavors MUD i el PRD havien restat inactius.
L'aliança no presentar candidats a les eleccions presidencials de 2009 ni a les de 2012, però van tornar a participar en les eleccions parlamentàries de 2014, obtenint un sol escó.